# 1968 في الجزائر
فيما يلي قوائم الأحداث التي وقعت خلال عام 1968 في الجزائر.

## رياضة
- 1 يناير – الجزائر في الألعاب الأولمبية الصيفية 1968

## أفلام
من الأفلام التي صدرت هذه السنة في الجزائر:
- 1 يناير – الطريق من إخراج محمد سليم رياض.

## مواليد

### يناير
- 1 يناير – حبيبة دجاهنين منتجة أفلام جزائرية.
- 1 يناير – رضى زعواني لاعب كرة قدم جزائري.
- 1 يناير – زهرة بن سمرة مصورة جزائرية.
- 25 يناير – الشاب عزيز مغني جزائري.

### فبراير
- 1 فبراير – الشاب حسني مغني راي ومؤلف جزائري.

### مارس
- 7 مارس – عادل عمروش

### أبريل
- 2 أبريل – محمد نيشل

### يوليو
- 10 يوليو – حسيبة بولمرقة

### سبتمبر
- 25 سبتمبر – محي الدين مفتاح

### أكتوبر
- 8 أكتوبر – علي بن عربية لاعب كرة قدم جزائري.

### ديسمبر
- 27 ديسمبر – مراد كاروف لاعب كرة قدم جزائري.

## وفيات

### أبريل
- 9 أبريل – الشيخ حمادة (مواليد 1889) مغني جزائري.

### سبتمبر
- 1 سبتمبر – أحمد فرنسيس (مواليد 1912) سياسي جزائري.